# 法網狙擊
《法網狙擊》是香港電視廣播有限公司時裝偵探法律電視劇，由謝天華、楊怡、森美及陳敏之領銜主演，並由阮兆祥、王浩信、許紹雄、韓馬利、黃智雯、郭政鴻、陳煒、梁烈唯、高海寧及王君馨聯合演出，監製文偉鴻。

## 演員表

### 律政司（DOJ）
| 演員   | 角色    | 職位／關係                                                                                    |
| 楊英偉 | 郭 正   | CK 副刑事檢控專員 甘祖贊、況天藍之上司                                                        |
| 謝天華 | 甘祖贊  | JJ、甘高检 高級檢控官 甘保祥之子 甘波地無血緣之兄 況天藍之男友，後分手，最後為其夫 參見甘家   |
| 楊 怡  | 況天藍  | Chris、况高检 高級檢控官 甘祖贊之女友，後分手，最後為其妻 洛古天、艾美辰之好友 參見甘家       |
| 梁烈唯 | 戴奕行  | Max 見習檢控官 甘祖贊之下屬兼徒弟 龐世邦之天敵 暗戀紀慕芝，後為其男友                         |
| 高海宁 | 紀慕芝  | KiKi 見習檢控官 況天藍之下屬兼徒弟 張淑娥之女 戴奕行之暗戀對象，後為女友 于第17集被龐世邦強姦 |
| 王君馨 | 祝雙悅  | Moon 甘祖贊之秘書，並追求他 洛古天之女友                                                      |
| 李思雅 | 林麗珊  | Flora 見習檢控官 甘祖贊之下屬兼徒弟 妒忌紀慕芝，後和好                                        |
| 羅天宇 | 何德華  | Edward 見習檢控官 況天藍之下屬兼徒弟                                                          |
| 吳業坤 | 布偉業  | George 見習檢控官 況天藍之下屬兼徒弟                                                          |
| 林穎彤 | 韋天恩  | Hannah 見習律師 甘祖贊之下屬兼徒弟                                                            |
| 蘇恩磁 | Sophia  | 秘書                                                                                          |
| 夏 萍  | 陳三妹  | Rosemary 清潔工                                                                               |
| 許家傑 | Anson   | 事務律師 況天藍之助手                                                                         |
| 趙永洪 | 張 秉   | Ivan 事務律師 甘祖贊之助手                                                                    |
| 黃子雄 | 李賢智  | 訟辯科成員                                                                                    |
| 楊鴻俊 | 羅左榮  | 訟辯科成員                                                                                    |
| 陳榮峻 | 陳樂意  | 訟辯科成員                                                                                    |
| 鄭嘉雯 | Percy   | 事務律師                                                                                      |
| 夏竹欣 |         | 人事主管                                                                                      |
| 邵卓堯 |         | 上訴科組長                                                                                    |
| 湯俊明 |         | 商業罪案科組長                                                                                |
| 王維德 |         | 法律指引科組長                                                                                |
| 趙敏通 | P.M. Ho |                                                                                               |
| 陳倩揚 | Celine  | 行政部專職培訓員                                                                              |
| 麥雅緻 | Audrey  | 行政部專職培訓員                                                                              |

### 重案組
| 演員   | 角色   | 背景／關係                                                                               |
| 郑子诚 | 朱定龍 | 朱Sir 警司 甘波地之上司                                                                  |
| 森 美  | 甘波地 | 見習督察 參見甘家                                                                        |
| 鄧梓峰 | 譚尚京 | 痰上頸 警长 甘波地之下屬                                                                 |
| 陈敏之 | 艾美辰 | 警員，警員編號: WPC66981 于第25集轉往公共關係科 甘波地之下屬 參見艾家                    |
| 陳志健 | 爾摩斯 | 警员 甘波地之下屬 名字影射福爾摩斯                                                       |
| 郑世豪 | 武學力 | 警员 甘波地之下屬 於第13集殉职身亡，后安葬浩园 參見殺警之謎（第12－15集） 名字影射冇學歷 |
| 劉天龍 | 鑑 證  |                                                                                          |
| 王致迪 | 鑑 證  |                                                                                          |
| 柯嵐   | 法醫   |                                                                                          |

### 祥祥茶餐廳
| 演員           | 角色   | 背景／關係                                                                     |
| 李晋强（青年） | 甘保祥 | 甘保長 祥祥茶餐廳老闆 參見甘家、雙非孕婦（第2－6集）及无法无天（第8、17-26集） |
| 許紹雄         | 甘保祥 | 甘保長 祥祥茶餐廳老闆 參見甘家、雙非孕婦（第2－6集）及无法无天（第8、17-26集） |
| 麥嘉倫         | 屈敬基 | 祥祥茶餐廳伙計                                                                 |
| 林秀怡         | 嚴 頌  | 祥祥茶餐廳伙計                                                                 |
| 江富強         | 柱 哥  | 祥祥茶餐廳廚師                                                                 |
| 馮素波         | 陳 七  | 七嬸 祥祥茶餐廳清潔工 黃菲菲之姑姐                                             |

### 甘家
| 演員           | 角色   | 背景／關係 |
| 李晋强（青年） | 甘保祥 | 甘保長 祥祥茶餐廳老闆 甘祖贊之父 甘波地之養父 况天蓝之家翁 甘带子之祖父 方綺霞之舊情人 艾东辉之情敌 於第23集被庞铁心撞至重伤，后于第24集逝世 參見雙非孕婦（第2－6集）及无法无天（第8、17-26集）                                                                             |
| 許紹雄         | 甘保祥 | 甘保長 祥祥茶餐廳老闆 甘祖贊之父 甘波地之養父 况天蓝之家翁 甘带子之祖父 方綺霞之舊情人 艾东辉之情敌 於第23集被庞铁心撞至重伤，后于第24集逝世 參見雙非孕婦（第2－6集）及无法无天（第8、17-26集）                                                                             |
|                |        | 甘保祥之亡妻 甘祖赞之亡母 甘波地之亡养母 况天蓝之亡家婆 甘带子之亡祖母 |
| 謝天華         | 甘祖贊 | JJ 大律師，後為高級刑事檢控官 甘保祥之子 甘波地無血緣之兄 況天藍之男友，曾分手，最後為其夫 甘带子之父（第26集） 洪震滔之舊同學兼天敵，後和好 |
| 楊 怡          | 況天蓝 | Chris 况程之幺女 况天惠之妹 甘祖赞之女友，曾分手，最后为其妻 甘波地无血缘关系之大嫂 甘保祥之儿媳 艾美辰之师姐兼好友 甘带子之母（第26集） 参见况家 |
| 森 美          | 甘波地 | 原名許漢森 重案組見習督察 甘保祥之養子 甘祖贊無血緣之弟 况天蓝无血缘关系之小叔 甘带子无血缘关系之叔 許劍雄、文英之子，因文英抛弃自己而憎恨其，后和好 洪震滔、龐鐵心、龐世邦、羅 階、易會友、潘興、Tony仔之天敵 鄧啟善同母異父之兄 艾美辰之上司，後為未婚夫 童年由洪煒晉飾演 |
|                | 甘带子 | 甘祖赞、况天蓝之子 甘波地无血缘关系之侄子 甘保祥之孙 况程之外孙（第26集） |

### 況家
| 演員            | 角色   | 背景／關係                                                |
| 何偉業 （壮年） | 況 程  | 況天藍、況天惠之父 甘祖赞之岳父 甘带子之外公              |
| 余子明          | 況 程  | 況天藍、況天惠之父 甘祖赞之岳父 甘带子之外公              |
| 周寶霖          | 琴     | 況天藍、況天惠之亡母 況程之亡妻 甘祖赞之亡岳母 因乳癌去世 |
| 李漫芬          |        | 況天藍、況天惠之姨 況程之小姨子 因乳癌去世                |
| 莊錠欣 （童年） | 況天惠 | 況天藍之姊 況程之长女 因乳癌去世                          |
| 楊卓娜          | 況天惠 | 況天藍之姊 況程之长女 因乳癌去世                          |
| 林淽諾 （童年） | 況天藍 | Chris 況程之幺女 況天惠之妹 參見甘家                      |
| 楊 怡           | 況天藍 | Chris 況程之幺女 況天惠之妹 參見甘家                      |

### 艾家
| 演員   | 角色   | 背景／關係 |
| 秦 煌  | 艾東輝 | 方綺霞之夫 甘保祥之情敌 艾家蔭、艾美辰、艾家祐之父                                                                    |
| 呂 珊  | 方綺霞 | 艾東輝之妻 艾家蔭、艾美辰、艾家祐之母 甘保祥之舊情人 年輕時，由袁嘉敏飾演                                             |
| 江榮暉 | 艾家蔭 | 艾東輝、方綺霞之子 艾美辰、艾家祐之兄 劉美儀之夫                                                                      |
| 康 華  | 劉美儀 | 艾東輝、方綺霞之媳婦 艾家蔭之妻                                                                                       |
| 何遠東 | 艾家祐 | 艾東輝、方綺霞之子 艾家蔭之弟 艾美辰之兄                                                                              |
| 陈敏之 | 艾美辰 | 重案組警员 艾東輝、方綺霞之女 艾家蔭、艾家祐之妹 甘波地之下屬，後為未婚妻 況天藍、洛古天之好友 張大偉之未婚妻，後分手 |

### 與案件有關的人物

#### 蛇蠍美人（第1－3集）
| 演員   | 角色   | 背景／關係 |
| 賈曉晨 | 佘祝青 | 美容師 曾經與陳健、岳正雄多次玩性虐待及發生多次性關係 意圖教唆陳健殺害莫維夫，但不成功 莫維夫之妻，曾經叫他將莫金桂送入老人院，後反目 岳正雄、陳健之情人，後反目 利用岳正雄傷害莫維夫 於第1集將受傷的莫維夫殺害 於第3集被判謀殺罪名成立 名字影射青竹蛇 |
| 陳國峰 | 岳正雄 | 佘祝青之情夫，被其利用，後反目 與莫維夫爭執時刺傷他 曾經與佘祝青發生多次性關係 於第3集被判嚴重傷人罪名成立 |
| 黃子恆 | 莫維夫 | 佘祝青之夫 於第1集被佘祝青殺害 |
| 林芊妤 | 何景怡 | Elaine 美容師 佘祝青之同事 |
| 蔡淇俊 | 陳 健  | 佘祝青之同事兼情夫，後反目 曾經與佘祝青多次玩性虐待（SM）及發生多次性關係 |
| 苟芸慧 | Bella  | 甘祖贊之前女友 Jim之女友（第2集） |
| 關婉珊 | 羅穎恩 | 保險公司文員 華錦安之下屬 被華錦安非禮（第1集） |
| 羅天池 | 華錦安 | 羅穎恩之上司 於公司周年晚會非禮羅穎恩（第1集） |
| 陳偉洪 | 李 勤  | 因認為袁世光的裝修貨不對辦而拒付裝修費 與袁世光爭執後倒地，後康復但假裝雙腳不能走動（第1集） |
| 曾健明 | 袁世光 | 裝修工人 被控誤傷李勤，後釋放（第1集） |
| 黃煒溏 | 收數佬 | 到「祥祥茶餐廳」收舵地費，後被趕絕（第1集） |
| 陳庭欣 | 索 女  | 挑逗甘祖贊（第1集） |
| 高俊文 |        | 區院法官 |
| 羅浩楷 |        | 高院法官 |
| 鄭健樂 | Jim    | Bella之男友（第2集） |
| 劉桂芳 | 何師奶 | 街坊 |
| 黃得生 | 少 年  | 傷殘人士，出席並欣賞慈善擁抱比賽（第3集） |
| 王俊棠 | 兒 子  | 少年之父親（第3集） |
| 韓毓霞 | 媳 婦  | 少年之母親（第3集） |
| 彭美嫦 | 母 親  | 少年之祖父母 希望藉慈善擁抱比賽鼓勵少年（第3集） |
| 劉日東 | 父 親  | |
| 李綺雯 | 主持人 | 慈善擁抱比賽主持人（第3集） |

#### 雙非孕婦（第2－6集）
| 演員   | 角色   | 背景／關係 |
| 黃智雯 | 黃菲菲 | 雙非孕婦 為人尖酸刻薄 一心利用甘保祥 、陳七來香港生孩子 於第4集被羅階推落樓梯 於第5集因勒索及提供虛假證供罪被捕 於第6集間接害死自己的兒子 |
| 许绍雄 | 甘保祥 | 黃菲菲之房東 參見甘家 |
| 鍾志光 | 羅 階  | 中介人 於第4集推跌黃菲菲落樓梯並嫁禍甘保祥 於第5集被捕                                                                                    |
| 馮素波 | 陳 七  | 七嬸 祥祥茶餐廳清潔工 黃菲菲之姑姐 |
| 霍健邦 | 胡成昆 | 黃菲菲之夫 於第5集因勒索及提供虛假證供罪被捕，後遣返大陸                                                                                  |
| 徐玟晴 | 醫 生  | 婦科醫生 跟進黃菲菲的婦科檢查（第3集） |
| 許思敏 | 師 奶  | 光顧羅階（第4集） |
| 曾 臻  |        | 黃菲菲之親戚朋友（第4集） |
| 譚坤倫 |        | 黃菲菲之親戚朋友（第4集） |
| 張韋怡 | 孕 婦  | （第4集） |
| 吳幸美 | 記 者  | （第3集） |

#### 欺凌事件（第5集）
| 演員   | 角色   | 背景／關係 |
| 张振朗 | 蔡震烈 | 炸彈哥 曾經因在超市偷窃被陳學璇出賣而被判守行為一年，所以針對她，常期找她報復 於第5集尾被審訊，法官考慮將其控罪由教唆他人自殺改為誤殺 |
| 潘曉彤 | 陳學璇 | 曾經出賣蔡震烈在超市偷窺令其被判守行為一年，所以被其長期報復 於第5集墮樓身亡                                                          |
| 楊潮凱 |        | 同黨 |
| 朱敏瀚 |        | 同黨 |
| 陳亭嘉 |        | 同黨 |
| 蕭凱欣 |        | 同黨 |
| 楊證樺 |        | CID（第5-6集） |
| 何慶輝 |        | CID（第5-6集） |
| 高俊文 |        | 區院法官 |

#### 父子同心（第7－8集）
| 演員   | 角色   | 背景／關係                                         |
| 楊瑞麟 | 廖志文 | 廖啟熙之父 襲擊楊彪 於第8集認罪                    |
| 譚真一 | 廖啟熙 | 廖志文之子 目睹廖志文襲擊楊彪的經過                |
| 謝光耀 | 楊 彪  | 被襲前跟廖志文爭執 於第7集在後巷被廖志文用磚頭襲擊 |
| 吳卓謙 | 路人   | 被廖啟熙推跌的小朋友                               |
| 章延澤 | -      | 贊助手                                             |

#### 三年之後（第8－12集）
| 演員   | 角色   | 背景／關係 |
| 張穎康 | 屈炳源 | 三年前被冤枉殺害陳佳妮，而謀殺罪名成立判處終身監禁 而獄中多次被人雞姦，而自殺未遂 被洪震滔針對 於第9、11集在獄中自殺未遂 於第12集上訴成功，而無罪釋放                                                     |
| 何君誠 | 易會友 | 友仔 冷氣公司技工 利用吳發，而經常教唆吳發賭馬 於三年前殺害陳佳妮 於第9集殺害何小珍 於第11集謀殺陳佳妮罪名成立被判處終身監禁 於第12集於監獄中被甘祖贊，況天藍，甘波地，艾美辰打動而承認殺害何小珍及陳佳妮 |
| 熊小芸 | 陳佳妮 | 三年前被易會友殺害 |
| 李啟傑 | 吳 發  | 證人 易會友之同事，後反目 |
| 沈愛琳 |        | 易會友女友 |
| 吳香倫 |        | 易會友之母 |
|        | 陳 福  | 證人 |
| 曾守明 | 黃Sir  | |
| 何俊軒 | 陳Sir  | 督察 |
| 陳光耀 | CID    | |
| 楊證樺 | CID    | |

#### 殺警之謎（第12－15集）
| 演員   | 角色   | 背景／關係 |
| 沈震軒 | 潘 興  | 惠東興 為人心狠手辣 黑社會毒梟 蔡家慧之男友 甘波地、梁健柏之天敵 Tony仔之兄弟，後反目 於第13集杀害武学力，同集被捕 於第15集謀殺罪成立，被判終身監禁 |
| 郑世豪 | 武學力 | 冇學歷 警员 甘波地之下屬 詩穎之未婚夫 於第13集自愿当买家引潘兴现身，后因身份败露而被其杀害                                                          |
| 何基佑 | Tony仔 | Tony哥 黑社會大佬 潘興之兄弟，後反目 甘波地、梁健柏之天敵 協助潘興提供假口供 於第14集指證潘興威脅其提供假口供                                       |
| 鄧健泓 | 梁健柏 | Patrick 毒品調查科督察 甘波地之好友 潘興、Tony 仔之天敵 殺警案唯一目擊證人 於第15集承認插贓嫁禍予潘興，其後被內部調查科正式調查                     |
| 沈可欣 | 詩 穎  | 武學力之未婚妻 |
| 李君妍 | 蔡家慧 | 潘興之女友 |
| 陳狄克 | 梁 伯  | 看更 |
| 陳 堃  |        | Tony仔之手下 |
| 裘卓能 |        | Tony仔之手下 |
| 馬貫東 | 大D    | Tony仔之手下 |
| 葉家泓 | 周小賓 | 潘興之手下 於第13集被梁健柏擊斃 |
| 羅浩楷 | -      | 高院法官 |
| 麥皓兒 | -      | 芝朋友 |
| 張明偉 | -      | 芝朋友 |
| 阮政峰 | -      | 芝朋友 |

#### 無法無天（第8，17-26集）
| 演員   | 角色       | 背景／關係 |
| 洋     | 龐 生      | 龐鐵心、龐世邦之父 錫哥、鈦叔、金爺之天敵 已去世 |
| 譚炳文 | 锡 哥      | 商人，龐家之天敵（第17集） |
| 招石文 | 鈦 叔      | 商人，龐家之天敵（第17集） |
| 劉一飛 | 金 爺      | 大陸商人，龐家之天敵（第17集） |
| 鄧英敏 | 拍賣官     | |
| 李偉健 | -          | 龐世邦、唐本生之好友 |
| 方紹聰 | -          | 龐世邦、唐本生之好友 |
| 李豪   | -          | 龐世邦之好友 |
| 李 嘉  |            | 龐世邦、唐本生之好友 |
| 鄭詠謙 |            | 龐世邦、唐本生之好友 |
| 溫家偉 | 唐本生     | Ben 龐世邦之好友 |
| 白健恩 | 龐世邦     | Oscar、邦少、敗家邦 為人敗家而被稱為敗家仔 龐盛集團營運部總監 富二代 龐鐵心之弟 甘波地、戴奕行之天敵 於第8集不小心駕駛罪名不成立 於第17集強姦紀慕芝 於第20集強姦罪名不成立，逍遙法外 於第22集在公眾地方行為不檢，罪名成立，被判緩刑1年 於第26集因與愛滋病帶菌者少女發生性行為而懷疑感染愛滋病 |
| 甄敏婷 |            | Model(17集) |
| 胡中慧 |            | Model(17集) |
| 蔡慧欣 |            | Model(17集) |
| 葉婷芝 |            | Model(17集) |
| 尹詩沛 |            | Model(17集) |
| 陳芷尤 |            | Model(17集) |
| 陳 煒  | 龐鐵心     | 為人面慈心險，工於心計，笑裡藏刀 龐盛集團主席 龐世邦之姊 甘祖贊、甘波地之天敵 利用洪震滔，於第23集與並其發生激烈的性關係，後反目 於第23集開車将甘保祥撞至重伤 於第25集被判終身監禁 童年由陳穎嵐飾演                                                                                           |
| 郭田葰 | Kelvin     | 龐鐵心助手 |
| 郭政鴻 | 洪震滔     | Bill 資深大律師 前律政司刑事檢控科高級檢控官 為人笑裡藏刀 鍾情龐鐵心，後反目 龐鐵心、龐世邦、易會友之律師 甘祖贊之舊同學兼天敵，後和好 甘波地、戴奕行之天敵 於第23集殺害陳仕松 於第24集透過甘祖贊承認謀殺陳仕松的罪名，但否認謀殺甘保祥 於第26集被判終身監禁                                  |
| 姚浩政 | Mark       | 洪震滔、高柏宏之助手 |
| 曾海昌 |            | 洪震滔、高柏宏之助手 |
| 吳曠利 |            | 洪震滔、高柏宏之助手 |
| 謝靜婷 |            | 洪震滔、高柏宏之助手 |
| 曾琬莎 |            | 洪震滔、高柏宏之助手 |
| 许绍雄 | 甘保祥     | 甘保长 于第23集得到庞铁心的犯罪证据，后被其开车撞至重伤 于第24集逝世 参见甘家 |
| 高海宁 | 紀慕芝     | KiKi 於第17集被龐世邦強姦 參見律政司 |
| 程可为 | 張淑娥     | 紀慕芝之母 於第19集被洪震滔針對 |
| 梁麗瑩 | 郭詩婷     | Miko 紀慕芝之好友 |
| 劉 俐  | 歐陽美     | Phoebe |
| 游莨維 | 沈俊       | Vincent |
| 王浩信 | 鄧啟善     | Duncan 投資公司經理 文英之子 甘波地同母異父之弟 被龐鐵心、龐世邦利用 |
| 劉秉賓 | -          | Mike |
| 張國強 | 陳仕松     | 土地規劃署官員 Mandy之夫 被龐鐵心要脅，逼使其泄露政府機密 於第23集被洪震滔用刀殺死，再棄屍大海 |
| 林淑敏 | -          | 殘障人士 陳仕松之妻 |
| 劉蔚萱 | Mandy      | - |
| 孫儀凌 | 張雪媛     | 與陳仕松援交之援交少女 |
| 利穎怡 | -          | 張雪媛之朋友 |
| 孫季卿 | 王 根      | 證人 拿走甘保祥的手機據為己有 |
| 尹詩沛 | -          | 私人看護 |
| 徐忠信 | 嚴浩黑     | 黑社會成員 |
| 陳琬婷 | -          | 嚴浩黑之女友 |
| 羅浩楷 | -          | 高院法官 |
| 蕭徽勇 | -          | 辯護律師 |
| 何佩珉 | -          | 記者/新聞報導員 |
| 司徒暉 | -          | 記者 |
| 吳幸美 | 記 者      | （第3集） |
| 謝美琪 | -          | 記者/新聞報導員 |
| 鍾鈺精 | -          | 記者 |
| 鄧永健 | -          | 記者 |
| 王鎮泉 | -          | 記者 |
| 陳建文 |            | 商業罪案調查科警員 |
| 吳綺珊 |            | 商業罪案調查科警員 |
| 王東泰 | -          | 男朋友/記者 |
| 杜大偉 | 許公子     | |
| 徐天佑 | 扒手       | |
| 沈愛琳 | 保險經紀   | 撫摸甘祖贊大腿（第21集） |
| 黃梓瑋 | 被虐女證人 | |
| 鄺柏廉 | Jason      | （第21集） |
| 鄧永健 | 記 者      | （第22集） |
| 葉 暐  | 劉律師     | 龐鐵心之代表律師（第24-25集） |
| 張秀文 | 空 姐      | （第26集） |
| 張慧雯 | 飛機乘客   | 被甘波地誤認為艾美辰（第26集） |
| 陳芷尤 | 被告       | 飾演愛滋病帶原者與龐世邦發生過性行為（第26集） |
| 曾守明 | -          | 大sir（第26集） |

### 其他演員
| 演員   | 角色     | 背景／關係                                                                                 |
| 阮兆祥 | 洛古天   | 古天洛 腫瘤科專科醫生 況天藍、艾美辰之好友 祝雙悅之男友                                    |
| 韓馬利 | 文 英    | Helen、文官、大白鲨 法官 甘波地、鄧啟善之母，曾抛弃甘波地被其憎恨，后和好 青年由陳思齊飾演 |
| 胡諾言 | 高柏宏   | Albert 大律師 佘祝青、潘興、廖志文之代表律師 洪震滔之徒弟 唐本生之朋友                     |
| 李鴻   | 康大狀   | 律師 於第1集擔任華錦安之代表律師 於第5集擔任蔡震烈之代表律師                               |
| 黃長興 | 莊大偉   | John 艾美辰未婚夫，後分手 甘波地之情敵                                                     |
| 祝文君 |          | 陳樂意之妻（第3、6集）                                                                     |
| 朱婉儀 |          | 郭正之妻（第3、6集）                                                                       |
| 謝卓言 | 醫 生    | （第5-6集）                                                                                |
| 姚 兵  | 盲 標    | 通緝犯（第6集）                                                                            |
| 唐嘉麟 | 馬檻鐘房 | （第6集）                                                                                  |
| 黃煦齡 | 師 奶    | 甘祖贊之鄰居（第7集）                                                                      |
| 包曉華 |          | 與甘祖贊偷情（第7集）                                                                      |
| 曾玉娟 |          | （第8集）                                                                                  |
| 蔡康年 |          | 年輕法官                                                                                   |
| 章延澤 |          | 甘祖贊之助手                                                                               |
| 關浩揚 |          | 甘祖贊之助手                                                                               |

## 記事
- 2012年3月16日：監製與演員方面確定開拍本劇。[1]
- 2012年4月12日：此劇演員在將軍澳電視廣播城進行內部試造型。
- 2012年4月29日：此劇正式開始拍攝工作。
- 2012年5月10日：此劇於15:00在將軍澳電視廣播城一廠外停車場舉行開鏡拜神儀式。[2]
- 2012年7月22日：全劇殺青。
- 2012年12月13日：此劇於14:00在將軍澳新都城中心2期L1天幕廣場舉行《法網狙擊》之「狙擊漏網之『娛』」宣傳活動。
- 2012年12月18日：此劇於14:00在葵芳新都會舉行《法網狙擊》之「求愛有辦法」宣傳活動。
- 2013年1月6日：此劇於13:00在愉景新城L1天幕大堂舉行《法網狙擊》之「新年新『法』現」宣傳活動。

## 軼事
- 此劇「龐世邦」原定由高鈞賢飾演，因腳傷要休養兩個多月已退出[3]，改由白健恩接演[4]。

## 收視
以下為本劇於翡翠台、高清翡翠台之收視紀錄：
| 週次 | 集數   | 日期                         | 平均收視 | 最高收視 |
| 1    | 01－04 | 2012年12月18日－12月21日     | 29點     | 31點     |
| 2    | 05－09 | 2012年12月24日－12月28日     | 27點     |          |
| 3    | 10－14 | 2012年12月31日－2013年1月4日 | 28點     | 30點     |
| 4    | 15－18 | 2013年1月7日－1月10日        | 27點     |          |
| 5    | 19－24 | 2013年1月14日－1月18日       | 30點     | 37點     |
| 5    | 25－26 | 2013年1月19日                | 31點     | 34點     |
| 全劇 | 全劇   | 全劇                         | 28點     | 37點     |

## 外部連結
- 法網狙擊 - myTV SUPER （页面存档备份，存于）